# Ferreiró
Ferreiró ist ein Ort und eine ehemalige Gemeinde (Freguesia) im Nordwesten Portugals.

## Geschichte
Mit dem Castro de Sta. Marinha de Ferreiró befand sich hier eine befestigte Siedlung der Castrokultur im 1. Jahrtausend v. Chr. Heute ist wenig mehr als eine Mauer erhalten geblieben. Keramik und andere Funde aus dem zweiten und ersten Jahrhundert v. Chr. belegen eine weitergehende Besiedlung bis zum Eintreffen der Römer.
Die eigenständige Gemeinde Ferreiró bestand mindestens seit 1599 und war Vila Nova de Famalicão untergeordnet. Im Zuge der zahlreichen Verwaltungsreformen nach der Liberalen Revolution 1820 und dem folgenden Miguelistenkrieg (1832–1834) wurde Ferreiró 1836 dem Kreis Vila do Conde angegliedert. Im Jahr 1898 wurde zudem die Gemeinde Santagões aufgelöst und der Gemeinde Bagunte einverleibt.
Mit der Gemeindereform 2013 wurde die eigenständige Gemeinde Bagunte aufgelöst und mit drei anderen zur neuen Gemeinde Bagunte, Ferreiró, Outeiro Maior e Parada zusammengeschlossen.

## Verwaltung
Ferreiró war Sitz einer eigenständigen Gemeinde (Freguesia) im Kreis (Concelho) von Vila do Conde im Distrikt Porto. Sie hatte eine Fläche von 4,9 km² und 687 Einwohner (Stand 30. Juni 2011).
Im Zuge der Gebietsreform zum 29. September 2013 wurden die Gemeinden Bagunte, Ferreiró, Outeiro Maior und Parada zur neuen Gemeinde União das Freguesias de Bagunte, Ferreiró, Outeiro Maior e Parada zusammengeschlossen. Bagunte wurde Sitz dieser neu gebildeten Gemeinde, die bisherigen Gemeindeverwaltungen von Ferreiró und den beiden anderen blieben als Gemeinde-Bürgerbüro erhalten.